# Villafranca del Cid
Villafranca del Cid település Spanyolországban, Castellón tartományban. Villafranca del Cid Ares del Maestrat, Benassal, Castellfort, Portell de Morella, Vistabella del Maestrazgo, Mosqueruela és La Iglesuela del Cid községekkel határos. Lakosainak száma 2139 fő (2024).

## Népesség
A település népessége az elmúlt években az alábbi módon változott:
| Lakosok száma | 2580 | 2569 | 2518 | 2521 | 2527 | 2352 | 2289 | 2200 | 2201 | 2139 |
|               | 2001 | 2004 | 2006 | 2009 | 2011 | 2014 | 2016 | 2019 | 2021 | 2024 |